# 鈴木隆雅
鈴木 隆雅（すずき りゅうが、1994年2月28日 - ）は、宮城県仙台市出身のサッカー選手。ポジションはDF（左サイドバック）。

## 来歴
宮城県のマリソル松島SSSからFCみやぎバルセロナジュニアユースを経て、2009年に鹿島アントラーズユースに入団。鹿島ユースの同期は、中川義貴、宮内龍汰、西室隆規など。ユース在籍中に年代別の日本代表にたびたび選出され、センターバック、MF、FWとさまざまなポジションをつとめた。2011 FIFA U-17ワールドカップでは背番号10をつけ、日本代表のベスト8に貢献している。また、2011年の高円宮杯U-18サッカーリーグ プリンスリーグ関東では、鹿島ユースのプリンスリーグ優勝と翌年のプレミアリーグ参入に貢献した。
2012年、鹿島のトップチームに昇格。昇格後のポジションは主に左サイドバックとなった。2013年シーズン途中から終了までジェフユナイテッド千葉、2014年は栃木SCと、出場機会を求めてJ2リーグのチームに期限付きで移籍している。2015年は鹿島に復帰し、Jリーグ2試合に攻撃的MFとして途中出場。天皇杯3回戦の水戸ホーリーホック戦では本来のポジションである左サイドバックでフルタイム出場した。鹿島はこの試合でPK戦の末、敗退している。2015年シーズン終了後、鹿島を退団。
2016年、愛媛FCに入団した。2017年11月24日、契約満了により愛媛を退団した。
2018年、栃木ウーヴァFC（現栃木シティFC）へ移籍。

## プレースタイル
入団時の特徴は、「スピード・パワー・テクニックを併せ持つ。左足から繰り出されるキックは強烈。国際経験も豊富。」。

## 所属クラブ
プロ入り前
- マリソル松島SSS（松島町立松島第一小学校）
- 2006年 - 2008年   FCみやぎバルセロナジュニアユース（松島町立松島中学校）
- 2009年 - 2011年 鹿島アントラーズユース（鹿島学園高等学校）

プロ経歴
- 2012年 - 2015年  鹿島アントラーズ
  - 2013年7月 - 同年12月  ジェフユナイテッド市原・千葉 (期限付き移籍)
  - 2014年  栃木SC (期限付き移籍)
- 2016年 - 2017年  愛媛FC
- 2018年 -  栃木ウーヴァFC/栃木シティFC

## 個人成績
| 国内大会個人成績 | 国内大会個人成績 | 国内大会個人成績 | 国内大会個人成績 | 国内大会個人成績 | 国内大会個人成績 | 国内大会個人成績 | 国内大会個人成績 | 国内大会個人成績 | 国内大会個人成績 | 国内大会個人成績 | 国内大会個人成績 |
| 年度             | クラブ           | 背番号           | リーグ           | リーグ戦         | リーグ戦         | リーグ杯         | リーグ杯         | オープン杯       | オープン杯       | 期間通算         | 期間通算         |
| 年度             | クラブ           | 背番号           | リーグ           | 出場             | 得点             | 出場             | 得点             | 出場             | 得点             | 出場             | 得点             |
| 日本             | 日本             | 日本             | 日本             | リーグ戦         | リーグ戦         | リーグ杯         | リーグ杯         | 天皇杯           | 天皇杯           | 期間通算         | 期間通算         |
| ---------------- | ---------------- | ---------------- | ---------------- | ---------------- | ---------------- | ---------------- | ---------------- | ---------------- | ---------------- | ---------------- | ---------------- |
| 2012             | 鹿島             | 26               | J1               | 0                | 0                | 0                | 0                | 1                | 0                | 1                | 0                |
| 2013             | 鹿島             | 26               | J1               | 0                | 0                | 0                | 0                | -                | -                | 0                | 0                |
| 2013             | 千葉             | 27               | J2               | 2                | 0                | -                | -                | 1                | 0                | 3                | 0                |
| 2014             | 栃木             | 7                | J2               | 10               | 0                | -                | -                | 0                | 0                | 10               | 0                |
| 2015             | 鹿島             | 17               | J1               | 2                | 0                | 0                | 0                | 1                | 0                | 3                | 0                |
| 2016             | 愛媛             | 40               | J2               | 10               | 1                | -                | -                | 3                | 3                | 13               | 4                |
| 2017             | 愛媛             | 40               | J2               | 8                | 0                | -                | -                | 2                | 0                | 10               | 0                |
| 2018             | 栃木U /栃木C     | 26               | 関東1部          | 18               | 1                | -                | -                | -                | -                | 18               | 1                |
| 2019             | 栃木U /栃木C     | 7                | 関東1部          | 13               | 1                | -                | -                | 1                | 0                | 14               | 1                |
| 2020             | 栃木U /栃木C     | 7                | 関東1部          | 9                | 0                | -                | -                | 1                | 0                | 10               | 0                |
| 2021             | 栃木U /栃木C     | 7                | 関東1部          | 6                | 0                | -                | -                | 0                | 0                | 6                | 0                |
| 2022             | 栃木U /栃木C     | 7                | 関東1部          | 10               | 2                | -                | -                | -                | -                | 10               | 2                |
| 2023             | 栃木U /栃木C     | 7                | 関東1部          | 6                | 0                | -                | -                | 1                | 0                | 7                | 0                |
| 2024             | 栃木U /栃木C     | 7                | JFL              | 7                | 1                | -                | -                | 1                | 0                | 8                | 1                |
| 2025             | 栃木U /栃木C     | 7                | J3               |                  |                  |                  |                  |                  |                  |                  |                  |
| 通算             | 日本             | 日本             | J1               | 2                | 0                | 0                | 0                | 2                | 0                | 4                | 0                |
| 通算             | 日本             | 日本             | J2               | 30               | 1                | -                | -                | 6                | 3                | 36               | 4                |
| 通算             | 日本             | 日本             | J3               |                  |                  |                  |                  |                  |                  |                  |                  |
| 通算             | 日本             | 日本             | JFL              | 7                | 1                | -                | -                | 1                | 0                | 8                | 1                |
| 通算             | 日本             | 日本             | 関東1部          | 62               | 4                | -                | -                | 3                | 0                | 65               | 4                |
| 総通算           | 総通算           | 総通算           | 総通算           | 101              | 6                | 0                | 0                | 12               | 3                | 113              | 9                |

その他公式戦
- 2018年
  - 第54回全国社会人サッカー選手権大会 3試合0得点
  - 全国地域サッカーチャンピオンズリーグ2018 3試合0得点
- 2019年
  - 第55回全国社会人サッカー選手権大会 2試合0得点
- 2020年
  - 全国地域サッカーチャンピオンズリーグ2020 6試合0得点
- 2022年
  - 全国地域サッカーチャンピオンズリーグ2022 1試合0得点
- 2023年
  - 全国地域サッカーチャンピオンズリーグ2023 1試合0得点

### 出場歴
- 公式戦初出場 - 2012年10月10日 天皇杯3回戦 vsガイナーレ鳥取戦（カシマスタジアム）
- 公式戦初ハットトリック - 2016年8月27日 天皇杯1回戦 vsSRC広島戦 (広島広域公園第一球技場)
- Jリーグ初出場 - 2013年8月18日 J2第29節 vs松本山雅FC戦（松本平広域公園総合球技場）
- Jリーグ初得点 - 2016年8月21日 J2第30節 vsV・ファーレン長崎戦（トランスコスモススタジアム長崎）
- J1リーグ初出場 - 2015年6月27日 1st第17節 vs川崎フロンターレ戦（カシマスタジアム）

## タイトル

### クラブ
鹿島アントラーズユース
- 高円宮杯U-18サッカーリーグ プリンスリーグ関東：1回（2011年）

鹿島アントラーズ
- ヤマザキナビスコカップ：2回（2012年、2015年）
- スルガ銀行チャンピオンシップ：1回（2012年）

## 代表歴
- U-15日本代表
- U-16日本代表
  - 2009年 豊田国際ユースサッカー大会（準優勝）
  - 2010年 モンテギュー国際大会（5位）
  - 2010年 豊田国際ユースサッカー大会（準優勝）
  - 2010年 AFC U-16選手権（3位）
- U-17日本代表
  - 2010年 国際ユースサッカーin新潟（準優勝）
  - 2011年 スロバキアカップ（4位）
  - 2011年 FIFA U-17ワールドカップ（ベスト8）
- U-19日本代表
  - 2012年 SAFAケープタウンU-20国際大会（4位）
  - 2012年 AFC U-22アジアカップ2013 (予選)（グループ1位）
  - 2012年 SBSカップ 国際ユースサッカー（優勝）
- U-20日本代表
  - 2013年 東アジア大会（3位）